# Hayford Mills

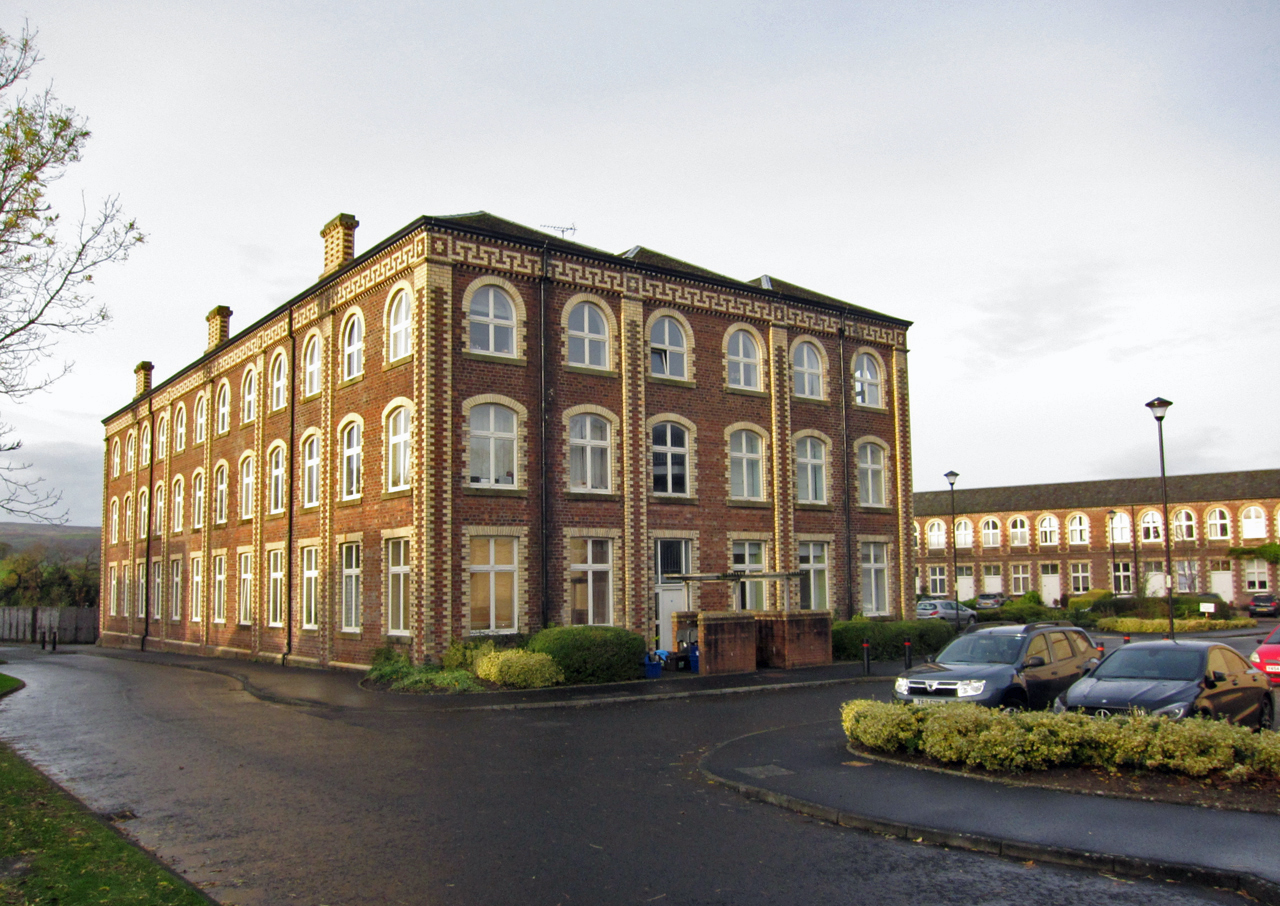
Hayford Mills

Die Hayford Mills sind eine ehemalige Mühle und Spinnerei und heutiges Wohngebäude in der schottischen Ortschaft Cambusbarron in der Council Area Stirling. 2011 wurde das Bauwerk in die schottischen Denkmallisten in der höchsten Denkmalkategorie A aufgenommen.

## Geschichte
Die Wollmühle wurde 1833 von John Campbell, William Watson und Alexander Donaldson gegründet. 1845 erwarb Robert Smith, der Eigentümer der Old Bridge Mill in Stirling, der auch die Villa Hayford House erbauen ließ, das Unternehmen. Bis 1869 hatte sich die Mühle zum größten Arbeitgeber Stirlingshires nach den Carron Ironworks entwickelt. So waren in diesem Jahr 950 Arbeiter beschäftigt und 530 dampfgetriebene Webstühle und sechs Dampfmaschinen waren in Betrieb. Zwei Jahre später hatte sich die Belegschaft bereits auf 1200 erhöht, nachdem die Anlage zwischenzeitlich signifikant erweitert worden war. Der Betrieb wurde 1896 geschlossen, nachdem Robert Smith junior seine finanziellen Mittel entzog, um sie in australische Goldminen zu investieren. Hauptprodukte waren Beiderwand für Frauenkleider und Lancashire-Baumwolle.
Die Gebäude gingen in Regierungsbesitz über. Zu Zeiten des Ersten Weltkriegs wurden sie als Kaserne der King’s Own Scottish Borderers genutzt. Das Kerngebäude der Mühle wurde zwischen 1913 und 1942 abgebrochen. Zwischen den Weltkriegen wurde in den Hayford Mills eine kurzlebige Teppichfabrikation betrieben. Nach Beendigung des Zweiten Weltkriegs wurden die Gebäude als Lager für die Zivilverteidigung genutzt.
Bis 2003 waren verschiedene Gebäude bereits zu Wohnraum umgenutzt worden. Das ehemalige Maschinenhaus wurde 2008 in das Register gefährdeter denkmalgeschützter Bauwerke in Schottland aufgenommen. Zuletzt 2015 wurde der Zustand als Ruine bei gleichzeitig hoher Gefährdung eingestuft. Im Februar 2018 wurde die Restaurierung und Umnutzung weiterer Gebäude genehmigt.

## Beschreibung
Die Hayford Mills liegen am Nordrand von Cambusbarron. Ihr Mauerwerk besteht aus rotem Ziegelstein, wobei Details mit weißem Ziegelstein abgesetzt sind. Während an den meisten Gebäuden im Wesentlichen längliche Fenster verbaut wurden, sind an einzelnen Gebäuden auch Rundbogenfenster zu finden.
Das gusseiserne Tragwerk wurde von der Stirling Foundry sowie von James Davie & Sons gefertigt. Die vertikale Wollmühle zählte zu den größten Schottlands. Die Webstühle ähnelten jenen in der Templeton Carpet Factory in Glasgow.